# La Montañita (ort)
La Montañita är en ort i Colombia.   Den ligger i departementet Caquetá, i den sydvästra delen av landet, 400 km söder om huvudstaden Bogotá. La Montañita ligger 240 meter över havet och antalet invånare är 3 305.
Terrängen runt La Montañita är platt åt sydväst, men åt nordost är den kuperad. Runt La Montañita är det ganska glesbefolkat, med 24 invånare per kvadratkilometer. Närmaste större samhälle är El Paujil, 16,1 km nordost om La Montañita. Omgivningarna runt La Montañita är huvudsakligen savann.